# Classification de Dunham
La classification de Dunham est un système pour les roches carbonatées défini par R. J. Dunham en 1962. Elle est utilisée, en particulier, en géologie pétrolière.
D'autres types de classification existent, en particulier la classification de Folk qui est plus complexe et plus détaillée, prenant en compte la nature du ciment (orthochèmes) et des éléments figurés (allochèmes) des roches carbonatées.

## Classification
La classification de Dunham se présente sous forme dichotomique :
-1. Texture sédimentaire non reconnaissable :
calcaires cristallins dont la texture originelle du dépôt n'est pas reconnaissable.
-2. Texture sédimentaire reconnaissable :
-2.1. Composants organiques liés entre eux durant le dépôt : boundstone (ce sont les calcaires construits de milieu récifal ou para-récifal). Trois types de boundstones sont décrits :
-2.1.1. bafflestone : les organismes constructeurs brisent l'énergie du milieu de dépôt ce qui conduit à la sédimentation entre ces organismes de grains plus fins qu’attendus dans cet environnement de forte énergie ;
-2.1.2. bindstone : des organismes encroûtants comme des algues recouvrent des grains qui progressivement se retrouvent liés entre eux ;
-2.1.3. framestone : le réseau des organismes constructeurs (coraux, éponges...) qu'il soit calcaire ou siliceux est conservé et forme la charpente de la roche.
-2.2. Composants organiques non liés entre eux durant le dépôt :
-2.2.1. Taille des grains < 2 mm
-2.2.1.1 Absence de particules fines (boue) servant de matrice : grainstone. La matrice est différente du ciment car elle se met en place au moment du dépôt, tandis que le ciment se créer au moment de la diagenèse.
-2.2.1.2 Présence de particules fines (boue) :
-2.2.1.2.1 Grains jointifs : packstone.
-2.2.1.2.2 Grains non jointifs :
avec moins de 90 % de boue : wackestone,
et avec plus de 90 % de boue : mudstone.
-2.2.2. Plus de 10 % de grains > 2 mm
-2.2.2.1 Grains non jointifs, liés par de la boue : floatstone
-2.2.2.2 Grains jointifs : rudstone

## Tableau
| Dunham               | Mudstone                                                                     | Wackestone                                                                   | Packstone                                                                    | Grainstone                                                                        | Floatstone                                                                            | Rudstone                                                                     | Boundstone                                                | Cristalline                         |
| -------------------- | ---------------------------------------------------------------------------- | ---------------------------------------------------------------------------- | ---------------------------------------------------------------------------- | --------------------------------------------------------------------------------- | ------------------------------------------------------------------------------------- | ---------------------------------------------------------------------------- | --------------------------------------------------------- | ----------------------------------- |
| Texture              | Moins de 10 % de grains, plus de 90 % de boue                                | Plus de 10 % de grains, moins de 90 % de boue                                | Grains jointifs, liés par de la boue carbonatée (micrite)                    | Grains jointifs, pas de boue carbonatée (micrite) mais ciment carbonaté (sparite) | Plus de 10 % de grains de taille > 2 mm, non jointifs, liés par de la boue carbonatée | Grains de taille > 2 mm, jointifs                                            | Constituants originellement liés durant la phase de dépôt | Cristaux uniquement                 |
| Cimentation          | Boue carbonatée (= Micrite)                                                  | Micrite > 10 %                                                               | Micrite < 10 %                                                               | Pas de matrice mais sparite (ciment carbonaté)                                    | Micrite > 10 %                                                                        | Micrite ou sparite                                                           | Micrite ou sparite                                        | Ni grains, ni micrite               |
| Cémentation de dépôt | Les composants d'origine se sont pas liés ensemble pendant la phase de dépôt | Les composants d'origine se sont pas liés ensemble pendant la phase de dépôt | Les composants d'origine se sont pas liés ensemble pendant la phase de dépôt | Les composants d'origine se sont pas liés ensemble pendant la phase de dépôt      | Les composants d'origine se sont pas liés ensemble pendant la phase de dépôt          | Les composants d'origine se sont pas liés ensemble pendant la phase de dépôt | Liés pendant la phase de dépôt                            | Texture de dépôt non reconnaissable |
| Lames minces         | Mudstone                                                                     | Wackestone                                                                   | Packstone                                                                    | Grainstone                                                                        | Floatstone                                                                            | Rudstone avec sparite · Rudstone avec micrite                                | bafflestonebindstoneframestone                            | Crystalline                         |